# Erythrina amazonica
Erythrina amazonica är en ärtväxtart som beskrevs av Krukoff. Erythrina amazonica ingår i släktet Erythrina och familjen ärtväxter. Inga underarter finns listade i Catalogue of Life.